# Myodermum nigricollis
Myodermum nigricollis är en skalbaggsart som beskrevs av Moser 1926. Myodermum nigricollis ingår i släktet Myodermum och familjen Cetoniidae. Inga underarter finns listade i Catalogue of Life.